# (73539) 2003 OW18
2003 أو دابليو 18 (ويعرف أيضًا باسم (73539) 2003 أو دابليو 18 وفق تسمية الكوكب الصغير) (بالإنجليزية: 2003 OW18)‏ هو كويكب ضمن حزام الكويكبات؛ وترتيبه 73539 من حيث الاكتشاف.
اكتُشف هذا الجُرم الفلكي بواسطة ماسح الأجرام القريبة من الأرض كامبو إمبريتر في 30 يوليو 2003.

## وصلات خارجية
- (73539) 2003 OW18 في قاعدة بيانات مختبر الدفع النفاث لأجرام النظام الشمسي الصغيرة

- الاكتشاف · مخطط المدار ·  العناصر المدارية · المعلمات المادية

- (73539) 2003 OW18 على موقع ويكي سكاي: DSS2, SDSS, GALEX, IRAS, Hydrogen α, X-Ray, Astrophoto, Sky Map, Articles and images